# Lamm (släkt)
Lamm är en svensk judisk släkt som härstammar från Moses Aron Lamm (död 1768) i Altona. Mot slutet av 1700-talet flyttade två av hans söner till Stockholm. Aron Moses Lamm (1756–1824) startade en kattunfabrik i Blecktornet och brodern David (1762–1831) en klädesfabrik på Kungsholmen. Senare flyttade även deras äldste bror, kattuntryckarmästaren Levin Moses Lamm (död 1808), till Stockholm. Från honom härstammar de flesta av släktens nu levande medlemmar.

## Släktmedlemmar, kronologiskt ordnade (urval)
För en alfabetisk förteckning, se Lamm (efternamn).
- Levin Lamm (död 1808), kattunstryckare
- Aron Levi Lamm (1780–1852), affärsman
- Fredrica Lamm (1781–1851), målare och tecknare
- Salomon Ludvig Lamm (1786–1857), industriman
- Pierre David Lamm (1795–1857), handlande och tecknare
- Jacques Lamm  (1817–1891), företagsledare
- Axel Lamm (1819–1889), läkare i Stockholm
- Oscar Ludvig Lamm  (1829–1890), bokförläggare
- Oscar Lamm (1848–1930), ingenjör och företagsledare
- Herman Lamm (1853–1928), grosshandlare och politiker
- Per Aron Lamm (1854–1908), bokhandlare i Paris
- Gustaf Maurits Lamm (1855–1892), ingenjör och donator
- Carl Robert Lamm (1856–1938), uppfinnare, industriidkare och konstsamlare
- Emma Zorn, född Lamm (1860–1942), hustru till Anders Zorn
- Fredrik Lamm (1872–1948), elektroingenjör
- Martin Lamm (litteraturvetare) (1880–1950)
- Kurt Lamm (1883–1947), jurist
- Olof Lamm (1887–1957), försäkringsman och generalkonsul
- Erik Lamm (bankman) (1890–1934)
- Margit Lamm (1895–1978), barnbibliotekarie
- Carl Johan Lamm (1902–1981), konsthistoriker
- Ole Lamm (1902–1964), fysikalisk kemist
- Uno Lamm (1904–1989), elektroingenjör
- Robert Lamm (botaniker) (1905–1989) hortonom och växtgenetiker
- Esther Lamm (1913–1989), psykiater
- Ann-Marie Lamm (1917–1993), konstnär
- Martin Lamm (konstnär) (1929–1983), politisk tecknare och illustratör
- Anita Lindman Lamm (1932–2018), programpresentatör och producent på TV
- Jan Peder Lamm (1935–2020), arkeolog
- Staffan Lamm (1937–2024), filmskapare
- Inger-Lena Lamm (född 1942), första kvinna i Sverige som genomgick värnpliktsutbildning
- Ingela Håkansson Lamm (född 1944), textil- och tapetformgivare
- Peder Lamm (född 1970), antikvitetskännare och TV-programledare
- Ellen Lamm (född 1975), regissör, skådespelare och dramatiker

## Släktträd
- Mose Aaron Lamm (död 1768), Altona[1][2]
  - Levin Lamm (död 1808), tabetfabrikör och kattuntryckare[1]
    - Aron Levi Lamm (1780–1852), grosshandlare  [3]
      - Axel Lamm (1819–1889), läkare i Stockholm, [2]
        - Per Aron Lamm (1854–1908), bokhandlare i Paris[2]

    - Fredrica Lamm (1781–1851), målare och tecknare
    - Salomon Ludvig Lamm (1786–1857), industriman
      - Ludvig Lamm (1810–18991), grosshandlare och bankdirektör[4]
        - Oscar Lamm  (1848–1930), ingenjör (de Laval)
          - Margit Lamm (1895–1978), barnbibliotekarie

      - Jacques Lamm (1817–1891), företagsledare
        - Gustaf Maurits Lamm (1855–1892), ingenjör och donator
        - Carl Robert Lamm (1856–1938), uppfinnare, industriidkare och konstsamlare
          - Carl Johan Lamm (1902–1981), konsthistoriker
          - Jacques Erik Lamm (1904–1960), militär[5]
            - Jan Peder Lamm (född 1935), arkeolog
              - Peder Lamm (född 1970), antikvitetskännare och TV-programledare

          - Robert Lamm (botaniker) (1905–1989) hortonom och växtgenetiker
            - Carl Johan Lamm (född 1944) teknolog, gift med Inger-Lena Lamm (född 1942), fysiker

      - Martin Oscar Lamm (1824–1878)[6]
        - Herman Lamm (1853–1928), grosshandlare och politiker
          - Olof Lamm (1887–1967), försäkringsdirektör, generalkonsul
          - Martin Lamm (litteraturvetare) (1880–1950)
            - Esther Lamm (1913–1989), psykiater, gift med Gustav Jonsson (1907–1984), barnpsykiater
              - Staffan Lamm (1937–2024), filmskapare, gift med Ingela Håkansson Lamm (född 1944), textil- och tapetformgivare
                - Ellen Lamm (född 1975), regissör, skådespelare och dramatiker

          - Erik Lamm (bankman) (1890–1934)

        - Emma Zorn (1860–1942), gift med Anders Zorn (1860–1920), konstnär

  - Aron Moses Lamm (1756–1824), grosshandlare[1][2]
    - Martin Aron Lamm (1798–1730), lärftsfabrikör  [1]
      - Albert Martin Lamm (1826–1911), grosshandlare,[1]
        - Ingrid Ehrenborg (1866–1949), konstnär
        - Fredrik Lamm (1872–1948), elektroingenjör, professor
          - Ole Lamm (1902–1964), fysikalisk kemist, professor
          - Uno Lamm (1904–1989), elektroingenjör
            - Martin Lamm (konstnär) (1929–1983), politisk tecknare och illustratör
            - Anita Lindman Lamm (1932–2018), programpresentatör och producent på TV

      - Ludvig Oscar Lamm (1829–1890), bokförläggare

  - David Lamm (1762–1831), grosshandlare[1][2]
    - Pierre David Lamm (1795–1857), handlande och tecknare